# Hanna Więckowska

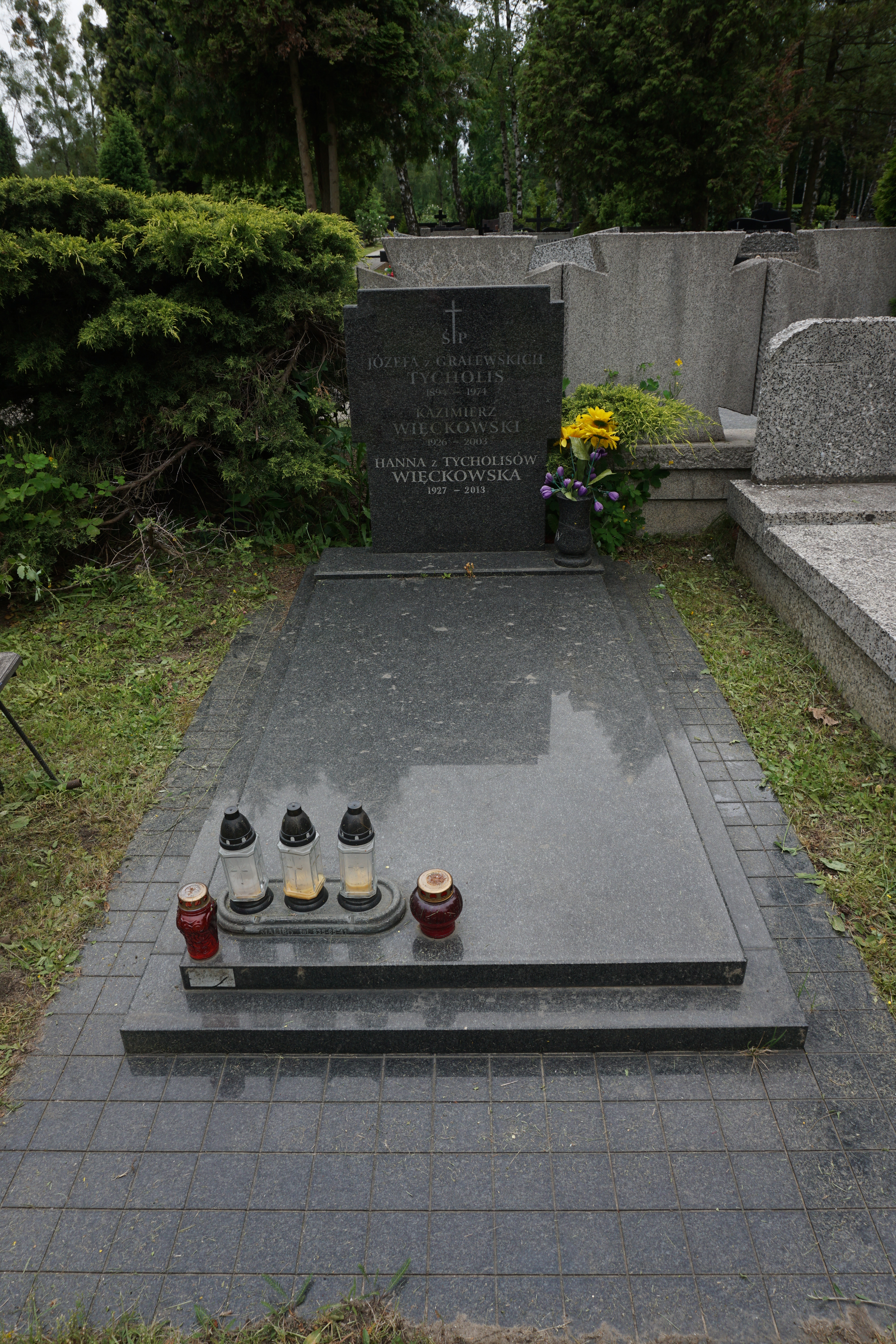
Grób Hanny Więckowskiej na cmentarzu Komunalnym Północnym

Hanna  Więckowska (ur. 2 kwietnia 1927, zm. 6 czerwca 2013) – polska archeolog, doktor habilitowany, specjalistka w zakresie epoki kamienia, paleolitu i mezolitu obszaru Europy i Afryki Północnej.
Od 1954 r. była pracownikiem Instytutu Archeologii i Etnologii PAN (wcześniej Instytutu Historii Kultury Materialnej). Została pochowana na Cmentarzu Północnym w Warszawie.

## Wybrana bibliografia autorska[2]
- Jeszcze raz o sposobach wykonywania zbrojników (Zakład Narodowy im. Ossolińskich; 1998)
- Materiały do badań osadnictwa mezolitycznego w mikroregionie Luta, województwo lubelskie (Wydawnictwo Instytutu Archeologii i Etnologii PAN; Warszawa; 2007; ISBN 83-89499-21-5) wspólnie z Marią Chmielewską
- Osadnictwo późnopaleolityczne i mezolityczne nad dolną Narwią (Zakład Narodowy im. Ossolińskich; Wrocław; 1985; ISBN 83-04-01892-6)
- Osadnictwo z epoki kamienia i wczesnej epoki brązu na stanowisku 1 w Sośni woj[ewództwo] łomżyńskie (Zakład Narodowy im. Ossolińskich; Wrocław; 1983; ISBN 83-04-01265-0) wspólnie z Elżbietą Kempisty